# Diokletian-Aquädukt

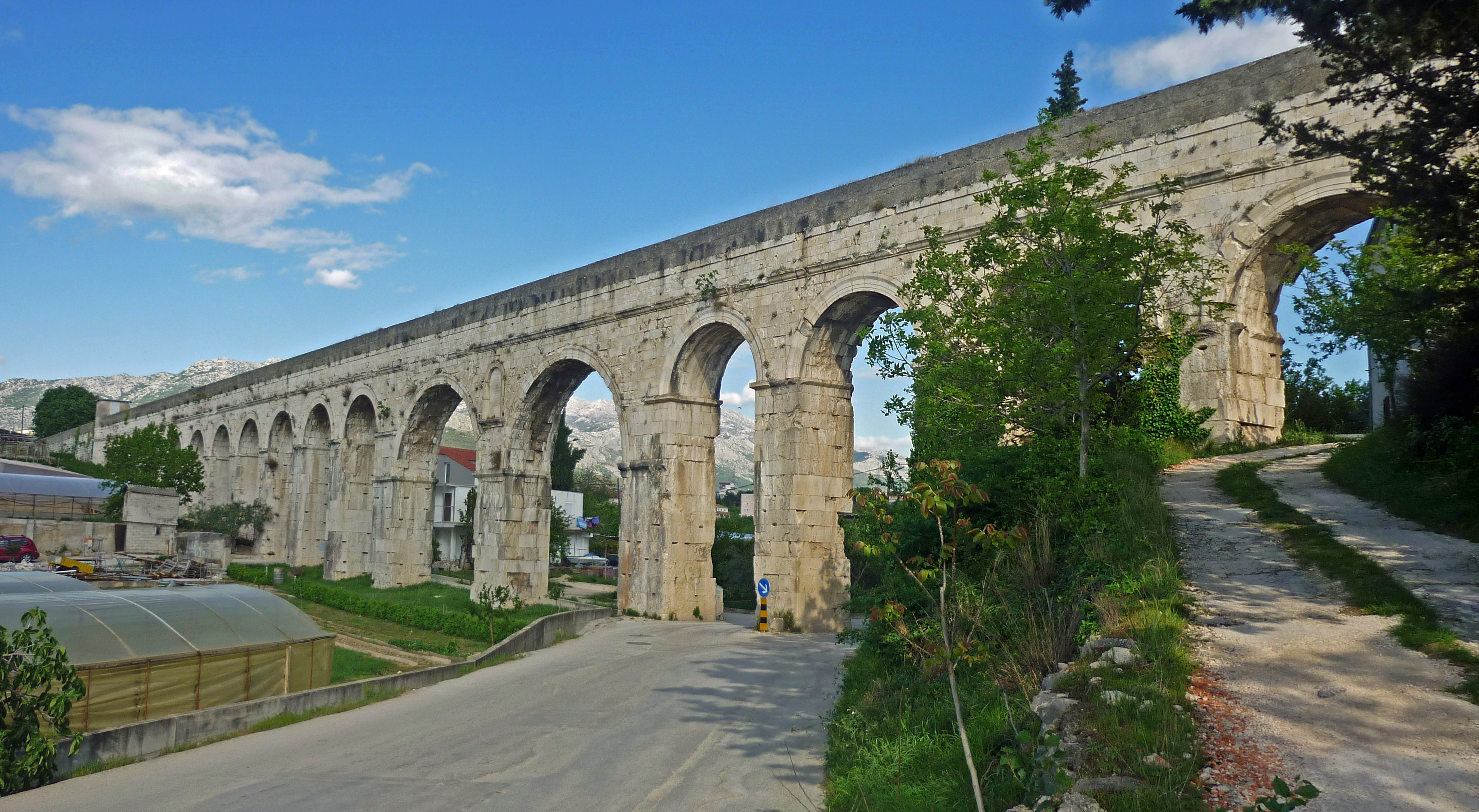
Diokletian-Aquädukt in Split

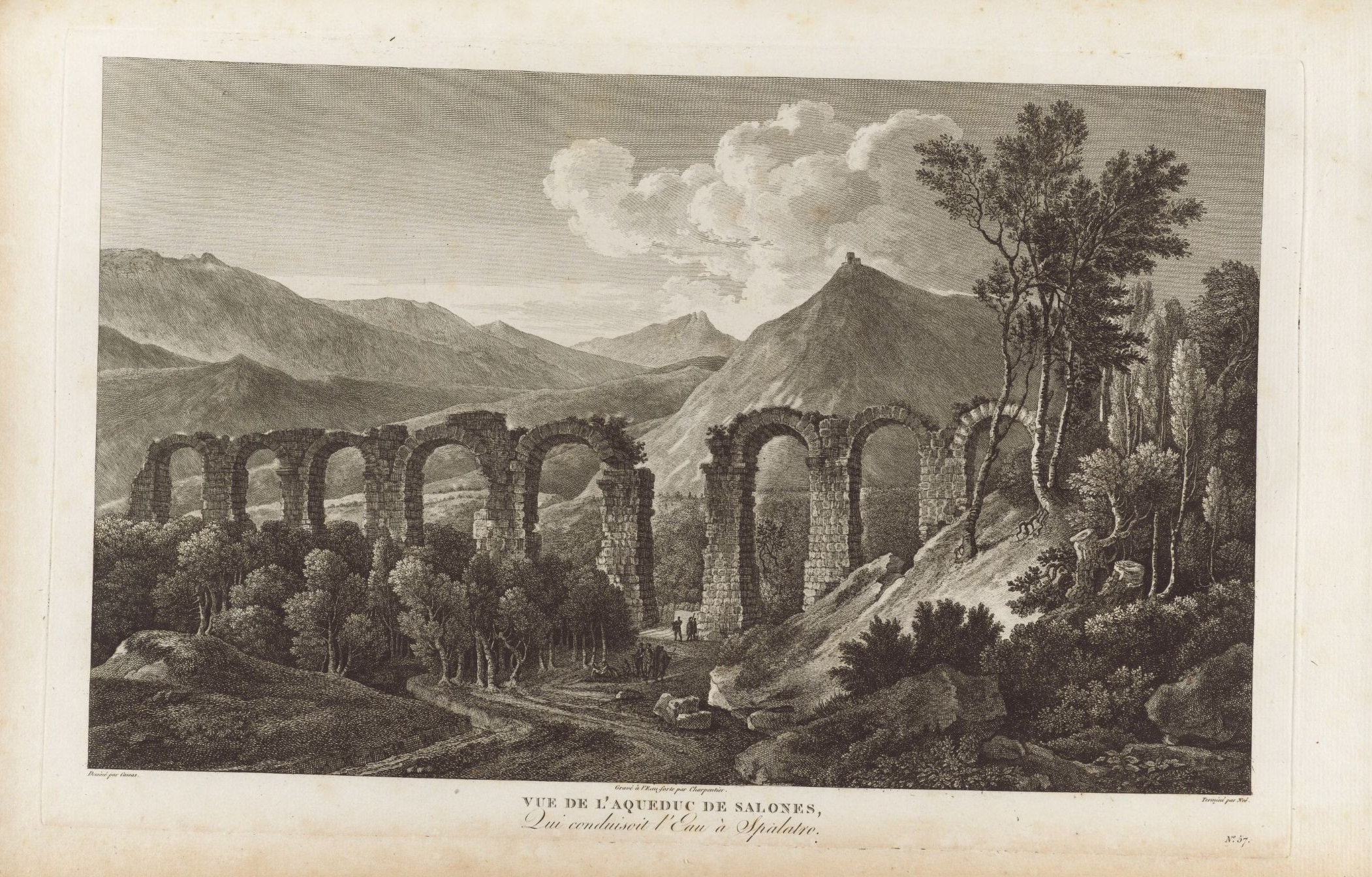
Alter Stich des Aquädukts bei Split

Der Diokletian-Aquädukt ist ein antiker Aquädukt in der Nähe von Split in Kroatien, der während des Römischen Reiches um das Jahr 300 errichtet wurde, um den Diokletianpalast mit Wasser zu versorgen.

## Geschichte

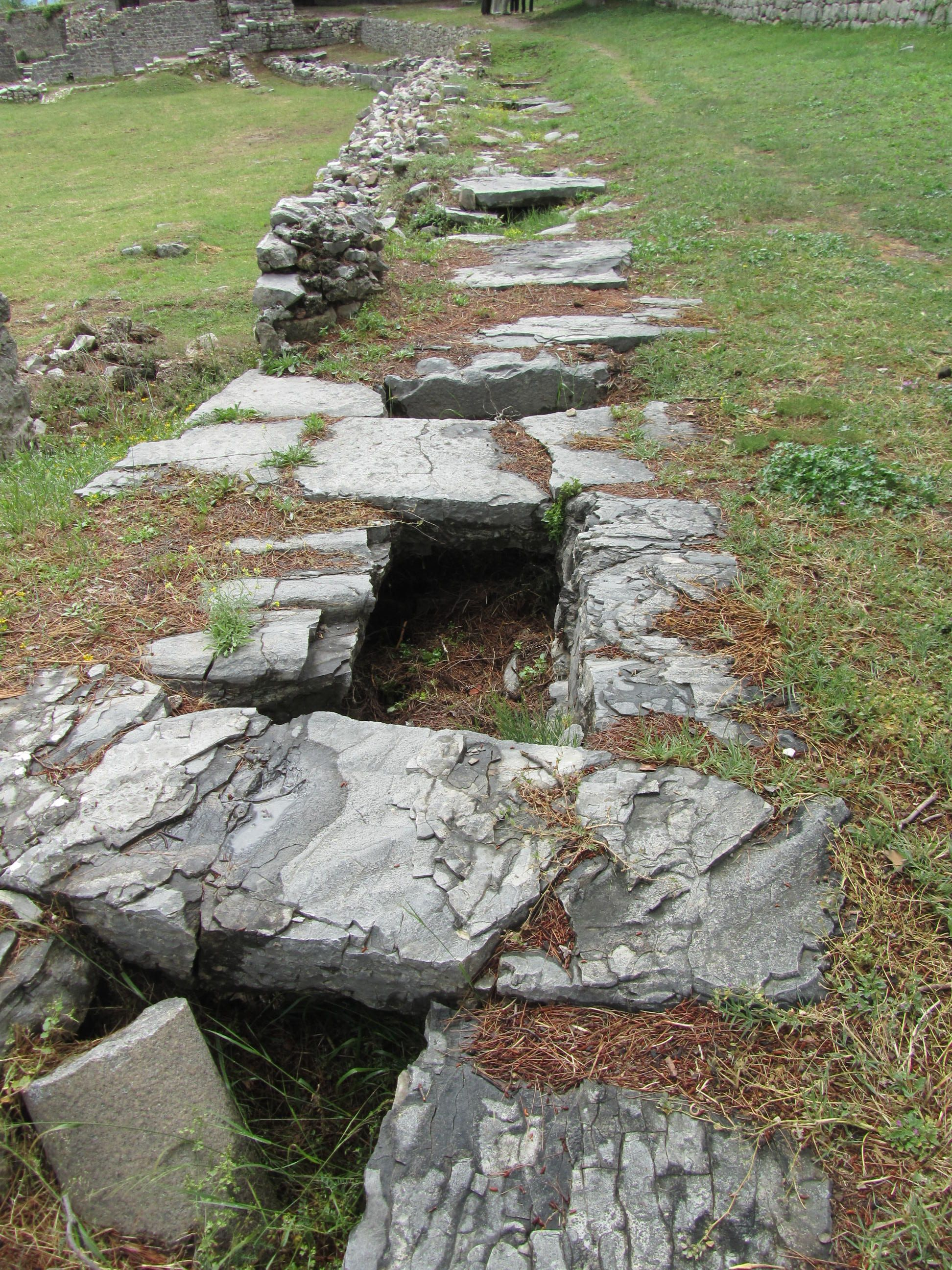
Aquädukt von Salona

Der Diokletian-Aquädukt ist das besterhaltene archäologische Denkmal dieser Art in Dalmatien. Er wurde um 300 n. Chr. zur gleichen Zeit wie der Diokletianpalast erbaut. Der Aquädukt brachte Wasser von der Karstquelle des Jadro (etwa 7 km nordöstlich des heutigen Split) zum Diokletianpalast in Spalato und hatte eine Länge von 9 Kilometern (davon etwa 7,1 km oberirdisch, 1,7 km in Tunneln und 0,6 km über Brücken) bei einem Höhenunterschied von 33 Metern, was einem durchschnittlichen Gefälle von 3,7 ‰ entspricht. Der Querschnitt des Kanals variiert, beträgt aber im Mittel 0,60 m × 1,50 m. Die Kapazität lag in der Spätantike bei etwa 715 l/s (61.000 m³/Tag).
Die Aquäduktbrücke „Mostine“ im Ortsteil Bilice ist am besten erhalten, sie hat eine maximale Höhe von 15 m und eine Länge von 234 m bei einer Spannweite von 2,4 m. Eine alte Ansicht von Robert Adam (1728–1792) zeigt diesen Abschnitt im Jahr 1764. Weitere Brücken sind: „Karabaš“ (156 m), „Bilice“ (69 m) und „Smokovik“ (114 m). Ein Tunnelabschnitt des Aquädukts befindet sich im Untergeschoss des Hotels Atrium (Zugang in der Straße "Put Brodarice" hinter dem Hotel).
Der Diokletian-Aquädukt wurde bei der Invasion der Awaren und Slawen im 6. Jahrhundert zerstört und war dann für dreizehn Jahrhunderte nicht mehr nutzbar. Die erste Rekonstruktion des Aquädukts fand 1877–1880 unter Bürgermeister Antonio Bajamonti (1822–1891) während der österreichisch-ungarischen Herrschaft statt. Der Aquädukt wurde ab 1932 nicht mehr unterhalten, als das moderne Wasserwerk in Kopilica fertiggestellt war. Der Aquädukt wird zurzeit wiederhergestellt.

## Salona
Ein weiterer Aquädukt, der Wasser von der Jadro-Quelle in die antike Stadt Salona transportierte, war der „Aquädukt von Salona“, errichtet zur Zeit des Kaisers Augustus Anfang des 1. Jahrhunderts. Er war etwa 3,8 km lang bei einem Höhenunterschied von 5 m, was 1,3 ‰ Gefälle entspricht, und erreichte Salona an der „Porta Cesarea“, wo im Stadttor ein Wasserreservoir eingebaut war. Der Kanalquerschnitt betrug etwa 0,80 × 1,0 m, die Kapazität lag bei 12.000 m³/Tag (140 l/s).

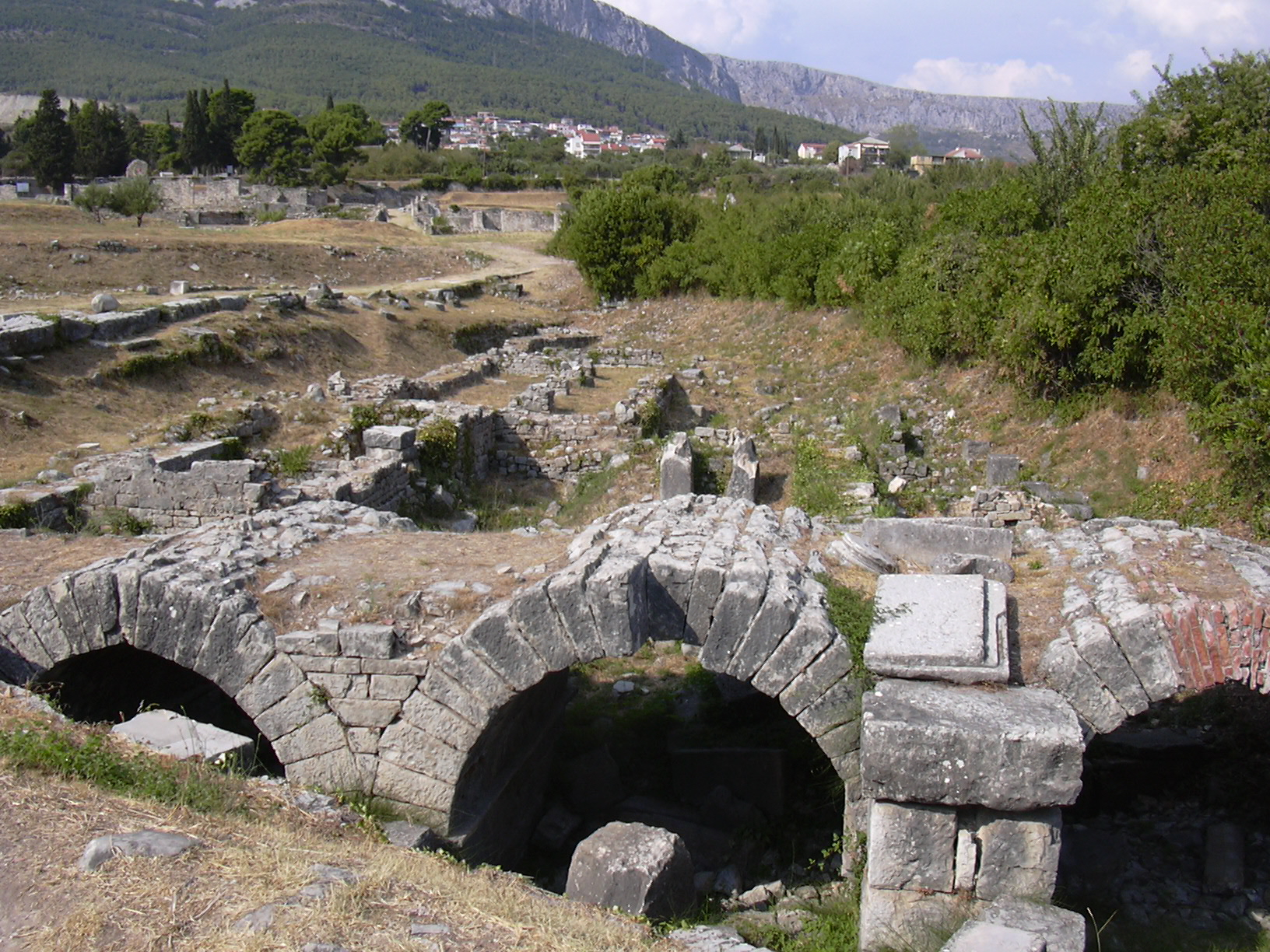
Die „Fünf Brücken“ in Salona

Die sogenannten „Fünf Brücken“ (kroat. Pet mostova, ital. Cinque Ponti) im heutigen Ausgrabungsgebiet von Salona sind kein Aquädukt, sondern die Reste einer alten Brücke über einen Arm des Flusses Salon (Jadro).